# Apostolos Papastamos
Apostolos Papastamos (grekiska: Απόστολος Παπασταμος), född 20 mars 2001 i Chania, är en grekisk simmare.

## Karriär
Vid europamästerskapen i simsport 2024 tog Papastamos guld på 400 meter medley.